# Crăciunelu de Jos
Crăciunelu de Jos é uma comuna romena localizada no distrito de Alba, na região histórica da Transilvânia. A comuna possui uma área de 25.51 km² e sua população era de 2147 habitantes segundo o censo de 2007.